# Extremoduro

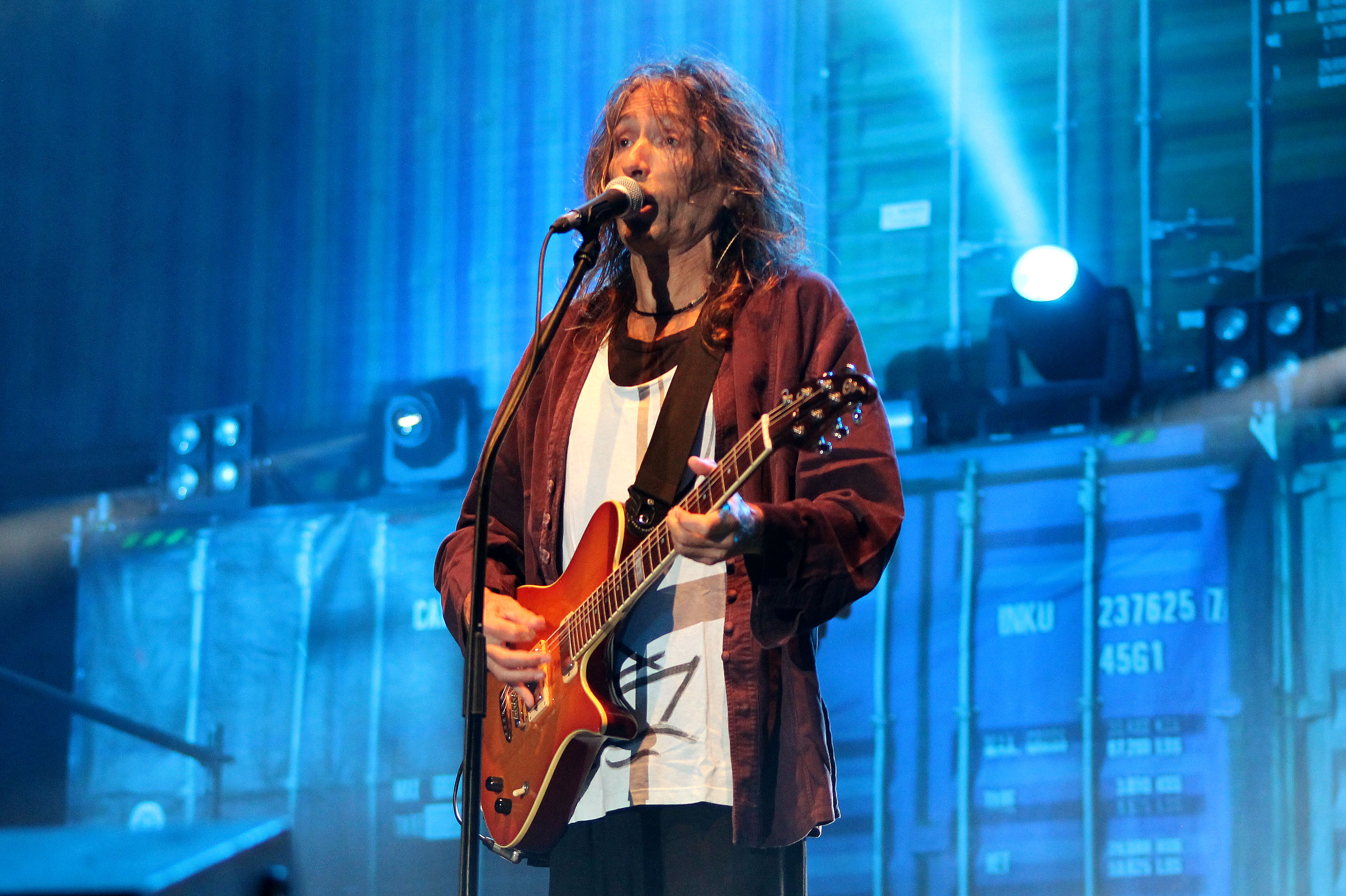
Roberto Iniesta

Extremoduro és un grup de música rock fundat a Plasència, Extremadura el 1987.
Ells mateixos han definit el seu estil com a "rock transgressiu" tot i que se sol catalogar com a rock urbà. El fundador, líder, vocalista i guitarrista extremeny "Robe" Iniesta ha estat l'únic membre estable al llarg de la història de la banda, tot i que Iñaki Antón "Uoho", productor i guitarrista basc va iniciar la seva col·laboració amb el grup en el 1993 integrant-se progressivament fins a convertir-se en el membre més actiu juntament amb el mateix Robe. La formació la completen Miguel Colino al baix i José Ignacio Canera a la bateria.

## Història
Es forma com grup de rock a Plasència (Extremadura, Espanya), l'estiu de 1987 per Roberto Iniesta (també conegut com a "Robe" o "El Rei d'Extremadura"). El seu estil musical va ser denominat per ells mateixos com "rock transgressiu", i van resultar una influència per molts altres grups actuals com Marea, Poncho K, etc.
Després de problemes amb les drogues els antics components del grup extremeny abandonen la formació, i Robe, que ja no vivia habitualment en la seva Plasència natal s'estableix al País Basc i forma un estable tàndem amb Iñaki "Uoho" Antón (guitarrista de Platero y tú) i altres músics de la zona.
El contingut de les seves lletres va dur en el seu moment l'Ajuntament de Plasència a vetar-ne els concerts en aquesta localitat. Tampoc s'han caracteritzat per tenir una bona relació amb els mitjans de comunicació.
Cançons com So payaso, Golfa, Salir, Jesucristo García, Puta o Extremaydura són algunes de les més conegudes del grup, que va arribar al seu major grau de popularitat amb l'àlbum Agíla, amb el que van aconseguir, a més, el premi al millor vídeo musical per "So payaso" en la I edició dels Premis de la Música el 1996.
L'any 2001, Extrechinato y tú (format per Roberto Iniesta, Iñaki "Uoho" Antón, Fito Cabrales i Manolo Chinato) va treure el disc Poesía Básica, un projecte que els músics tenien al cap des de 1996.
El novembre de 2004 van oferir el seu últim espectacle en directe de la gira de 'Yo, minoría absoluta', a la ciutat de Salamanca.
L'any 2005 van publicar el seu últim treball, Grandes éxitos y fracasos vol.2.
L'any 2006, Uoho Robe creen Muxik, una discogràfica que pretén, segons paraules de Robe "dar a conocer primeros trabajos de grupos que pensamos merecen ser escuchados",[4] malgrat la mala situació de la indústria discogràfica.
El 9 de setembre de 2008 va ser posat a la venda el nou disc d'estudi: 'La ley innata', un disc que trenca bastant amb els projectes anteriors del grup i que recorda a 'Poesía básica' o 'Pedrá' en certs aspectes (està compost per un sol tema que va variant; la varietat musical i instrumental també difereix força respecte al que és habitual en Extremoduro...).

## Lletres
Les lletres d'Extremoduro (totes escrites per Robe i algunes per Manolillo Chinato) tracten principalment tres temes: sexe, droga i amor. Sovint ajunten les tres idees, però existeixen cançons tractades de totes les formes. A vegades també es parla d'assumptes polítics, en aquest cas es fa crítica principalment, al sistema policial i succedanis.
Un exemple d'aquesta mescla de sexe, drogues i amor és Golfa. Així es pot comprovar en alguns dels seus versos.
| « | Su piel... que me corro si me roza su piel ay... ¿Fumas? Pero solo no me sienta muy bien ¡toma! alíñale. | » |

Traducció: La seva pell... que m'escorro si em frega, la seva pell ai... Fumes? Però a soles no m'agrada gaire. Tingues! Amaneix-lo.
El tema "Deltoya" és una de les proves de la lírica relacionada amb la droga a prop de l'amor.
| « | Y yo me quedo en casa; no necesito tenerte cerca cuando vomito | » |

Traducció: I jo em quedo a casa; no et necessito a prop quan vomito.
I com a últim exemple, es pot contemplar "Standby", amb una lletra que tracta de les drogues i l'amor, va ser escrita per un component del grup que va perdre per aquests motius una persona estimada i li dedicà aquesta cançó.
| « | Sueña que sueña con ella, si en el infierno le espera, quiero fundirme en tu fuego como si fuese de cera... | » |

Traducció: Somia que somia amb ella, si a l'infern l'espera, vull fondre'm en el teu foc, com si fos de cera...
El grup sempre ha tingut molta estima per la poesia, invitant a diversos poetes a col·laborar amb ells, i utilitzant versos i fragments de poemes en diverses cançons ("Salir", "Standby"). Fins i tot en una cançó, "Ama, ama, ama y ensancha el alma", la lletra són versos del poeta Manolo Chinato. Altres exemples són el primer vers de la cançó "Sucede", que pertany a Pablo Neruda, i el de la cançó "Buscando una Luna" que és obra d'Antonio Machado.

## Components
- Roberto Iniesta, "Robe": Veu i guitarra
- Iñaki "Uoho" Antón: Guitarra, òrgan i tota la resta
- Miguel: Baix
- Cantera: Bateria

### Ex-membres
- Luis "Von fanta" (Bateria) i Salo (guitarra) van estar en el grup en els discos Somos unos animales, Deltoya i Transgresivo.
- Carlos "El sucio" (baix) va estar en el grup en els discos Somos unos animales i Deltoya.
- Iñaki Setien (Guitarra) y Alberto Gil "capi" (Bateria) van estar en el grup en Agíla i Iros todos a tomar por culo.
- Eugenio (Guitarra), El moja (Bateria), Miguel (Baix) i Mon (Baix) van estar en el grup en el disc ¿Dónde están mis amigos?.
- Sergio "Ratanera" (Bateria) i Pepegu "Ratanera" (Baix) van estar en el grup en Agíla.
- Gary (Bateria), Selu (Saxo i cante jondo) i D (baix) van estar en el grup en el projecte Pedrá.
- Mickel Irazoki va estar en el grup en el disc Canciones prohibidas.

## Discografia
Extremoduro ha editat tretze discos: deu d'estudi, un directe, i dos recopilatoris.
- Rock transgresivo (Editat el 1994, gravat el 1989)
- Somos unos animales (1991)
- Deltoya (1992)
- ¿Dónde están mis amigos? (1993)
- Pedrá (1995)
- Agíla (1996)
- Iros todos a tomar por culo (1997), disc en directe.
- Canciones prohibidas (1998)
- Yo, minoría absoluta (2002)
- Grandes éxitos y fracasos, Episodio I (2004) i II (2005), àlbum recopilatori.
- La ley innata (2008)
- Material defectuoso (2011)
- Para todos los públicos (2013)